# Abraham González Casanova
Abraham González Casanova (Barcelona, 16 juli 1985) - alias Abraham - is een Spaans voetballer die doorgaans op het middenveld speelt. Hij verruilde RCD Espanyol in juli 2016 transfervrij voor Pumas UNAM.

## Clubvoetbal
Abraham begon met voetballen bij Ferrán Martorell. Vervolgens vertrok hij naar Terrassa FC, waarvoor hij van 2003 tot 2007 in het eerste elftal speelde. In de seizoenen 2003/2004 en 2004/2005 speelde Abraham met Terrassa FC in de Segunda División A.
Hij werd in augustus 2007 gecontracteerd door FC Barcelona, waar hij voor het tweede elftal ging spelen. Abraham miste de voorbereiding voor het seizoen 2007/2008. Tijdens de tweede speelronde van de Tercera División 2007/2008 maakte hij tegen CF Balaguer zijn debuut voor Barça B. Op 11 september 2007 debuteerde Abraham in het eerste elftal. In de finale van de Copa de Catalunya tegen Gimnàstic de Tarragona kwam hij in de tweede helft als vervanger van Thiago Alcántara in het veld. Met Barça B werd hij 2008 kampioen van de Tercera División Grupo 5. Op 30 mei 2009 debuteerde Abraham in de Primera División. In een wedstrijd tegen Deportivo de La Coruña kwam hij in de tweede helft als vervanger van Xavi Hernández in het veld.
In juni 2009 werd Abraham gecontracteerd door Cádiz CF, dat hij na een jaar verruilde voor Gimnàstic de Tarragona. Dat verhuurde hem gedurende de tweede seizoenshelft van 2010-2011 aan SD Ponferradina.

## Clubstatistieken
| Seizoen | Club                   | Competitie                 | Wed. | Goals |
| ------- | ---------------------- | -------------------------- | ---- | ----- |
| 2003/04 | Terrassa               | Segunda División A         | ??   | ?     |
| 2004/05 | Terrassa               | Segunda División A         | ??   | ?     |
| 2005/06 | Terrassa               | Segunda División B Grupo 3 | ??   | ?     |
| 2006/07 | Terrassa               | Segunda División B Grupo 3 | ??   | ?     |
| 2007/08 | FC Barcelona B         | Tercera División Grupo 5   | 34   | 2     |
| 2008/09 | Barça Atlètic          | Segunda División B Grupo 3 | 29   | 2     |
| 2008/09 | FC Barcelona           | Primera División           | 1    | 0     |
| 2009/10 | Cádiz CF               | Segunda División A         | 32   | 2     |
| 2010/11 | Gimnàstic de Tarragona | Segunda División A         | 4    | 0     |
| 2010/11 | → SD Ponferradina      | Segunda División A         | 17   | 1     |
| 2011/12 | AD Alcorcón            | Segunda División A         | 31   | 1     |
| 2012/13 | AD Alcorcón            | Segunda División A         | 37   | 1     |
| 2013/14 | RCD Espanyol           | Primera División           | 21   | 0     |
| 2014/15 | RCD Espanyol           | Primera División           | 22   | 1     |
| 2015/16 | RCD Espanyol           | Primera División           | 20   | 1     |
| 2016/17 | Pumas UNAM             | Primera División           | 35   | 4     |
| 2017/18 | Pumas UNAM             | Primera División           | 24   | 2     |

## Interlandcarrière
Abraham speelde één interland voor het Catalaans elftal. De middenvelder debuteerde op 24 mei 2006 tegen Costa Rica, toen hij een kwartier voor tijd inviel voor Óscar Serrano.

## Erelijst
| Kampioen Primera División | 1x | 2008/09 |
| Copa del Rey              | 1x | 2008/09 |

1 Saldívar ·
2 Van Rankin ·
3 Arribas ·
4 Quintana ·
5 Mendoza ·
6 Escamilla ·
7 Cabrera ·
8 Barrera  ·
9 Guerrón ·
10 González ·
11 Alustiza ·
12 Magaña ·
14 Figueroa ·
15 Zamudio ·
16 Fuentes ·
17 Gallardo · 
18 García ·
19 Jáquez ·
20 Asprilla ·
21 González ·
22 Acosta ·
23 Díaz ·
24 J. Castillo ·
29 Calderón ·
30 N. Castillo ·
31 Torres ·
33 Formica ·
Coach: Patiño
1 García ·
3 Gómez  ·
4 Kumbulla ·
5 Calero ·
6 Cabrera ·
7 Puado ·
8 Expósito ·
9 Véliz ·
10 Lozano ·
11 Milla ·
12 Tejero ·
13 Pacheco ·
14 Oliván ·
15 Gragera ·
16 Cheddira ·
17 Carreras ·
18 Aguado ·
19 Sánchez ·
20 Král ·
22 Romero ·
23 El Hilali ·
24 Cardona ·
31 Roca ·
33 Fortuño ·
37 Ünüvar ·
Coach: González